# Фролов-Багреев, Антон Михайлович
Антон Михайлович Фроло́в-Багре́ев (12 [24] декабря 1877, Тобольск — 13 августа 1953, Москва) — русский и советский учёный-винодел, специалист по игристым винам, глава российской школы ампелографов-шампанистов. Главный шампанист треста Главвино СССР. Профессор. Доктор сельскохозяйственных наук. Заслуженный деятель науки и техники РСФСР (1943). Лауреат Сталинской премии. Статский советник (1916).

## Биография
Родился в Тобольске в семье Михаила Фёдоровича Фролова-Багреева, управляющего в Министерстве Государственных имуществ по Тобольской губернии.
Учился в Омской гимназии; переехав с отцом в Петербург, окончил Ларинскую гимназию.
В 1902 году с дипломом 1-й степени окончил естественное отделение физико-математического факультета Петербургского университета. Был учеником Д. И. Менделеева. Благодаря рекомендательным письмам Д. И. Менделеева в 1902—1904 годы стажировался в Европе:
- в лаборатории профессора Йоргенсена (Копенгаген) — по микробиологии бродильных производств,
- у профессора К. Виндиша[нем.] (Гайзенхайм) — в качестве вольнослушателя и практиканта при высшей школе по виноделию[нем.],
- в Бордо — по вопросам производства белых и красных столовых, сотернских вин,
- в Порту и на острове Мадейра — по технологии приготовления крепких и десертных вин[2].

В 1903 году как обладатель диплома 1-й степени императорского университета утверждён в чине коллежского секретаря.
С 1904 года работал химиком шампанского производства в Абрау-Дюрсо. В 1905 году был уволен за участие в революционных выступлениях рабочих (участвовал в митингах рабочих Абрау-Дюрсо, подписал петицию, направленную против самодержавия) и в 1905—1906 годы работал в Ишимском поземельно-устроительном отряде.
С 1906 года — химик-винодел в Никитском ботаническом саду; оставался под надзором полиции. В 1911 году пожалован в надворные советники. В 1912 году изучал энзимы у профессора Я. Майзенхаймера (Берлинский сельскохозяйственный институт) и бактериологию вин в лаборатории профессора Г. Мюллера-Тургау (Веденсвиль, Швейцария).
В 1915—1919 годы — директор Бессарабского училища виноделия (Кишинёв), одновременно заведовал Бессарабской винодельческой опытной станцией. В 1915 году пожалован в коллежские советники, в 1916 — в статские советники.
В 1919 году, после оккупации Бессарабии Румынией, с семьёй вернулся в Абрау-Дюрсо — восстанавливал винодельческое хозяйство, защищал шампанский завод от разграбления отступавшими белыми войсками. Возглавлял шампанское производство в Абрау-Дюрсо в 1919—1942 годы. Одновременно организовывал мадерную камеру в Новочеркасске (1924), читал лекции в Донском сельхозинституте (1926); с 1930 года — профессор, затем заведующий кафедрой виноделия Краснодарского института специальных технических культур / Кубанского сельскохозяйственного института. В 1923 и 1936 годах изучал достижения виноделия в Германии, Франции, Италии. В 1938 по его предложению Кубанский сельхозинститут был преобразован в Краснодарский институт виноделия и виноградарства.
С 1938 года — главный шампанист треста Главвино СССР. В 1942 году вступил в КПСС. При эвакуации из Краснодара (1942) выехал в Грузию, откуда по указанию А. И. Микояна вызван в Москву — стал главным шампанистом страны. Одновременно (с 1943) — заведующий кафедрой технологии виноделия Московского технологического института пищевой промышленности.
Знал французский, немецкий и итальянский языки. Писал стихи, занимался живописью.
Умер 13 августа 1953 года. Похоронен в Москве на Новодевичьем кладбище (участок № 2).

## Научная деятельность
В 1926 году утверждён в звании профессора, в 1937 году присуждена степень доктора сельскохозяйственных наук.
Основные направления исследований:
- химия и технология вина.

Достижения:
- исследовал 420 сортов винограда,
- исследовал брожение в присутствии серы, влияние света на размножение дрожжей и брожение,
- изучил морфолого-физические свойства хересных дрожжей (1909—1913),
- обосновал и осуществил на практике конвейерное производство игристого вина на основе способа резервуарной шампанизации в аппаратном исполнении[2].

Акротофор системы Фролова-Багреева (СССР) — вертикально расположенный стальной цилиндр, состоящий из двух частей, соединённых фланцами со сферическим днищем и крышкой. Ёмкость А. 5000 и 10000 л; существуют малые модели — 350 и 500 л. Внутренняя поверхность покрыта эмалью; снаружи А. имеет три размещенные по высоте рубашки для охлаждения циркуляции в них рассолом шампанизируемого вина с целью замедления брожения. А. снабжен термоизоляцией и арматурой для заполнения и выпуска вина, контроля за процессом и выгрузки осадка. Длительность шампанизации в А. — 26 суток.— Большая советская энциклопедия. — М., 1970. — Т. 1. — С. 340.
Научные основы технологии хереса получили развитие в трудах М. А. Герасимова, Н. Ф. Саенко, Н. Н. Простосердова, А. А. Преображенского, Г. Г. Агабальянца.
Заводами резервуарной шампанизации стали заводы шампанского в Тбилиси, Ростове-на-Дону, Харькове, позднее — в Москве, Ленинграде, Горьком, Одессе. Развитие способа резервуарной шампанизации исследованиями Г. Г. Агабальянца, А. А. Мержаниана, С. А. Брусиловского привело к созданию способа шампанизации вина в непрерывном потоке.
Член Физико-химического общества по отделению химии (1926).

### Избранные труды
- Ампелография СССР / Отв. ред. проф. А. М. Фролов-Багреев: Т. 1-6. — М.: Пищепромиздат, 1946—1956.
  - Т. 1 / Сост.: П. А. Баранов, Я. Ф. Кац, М. А. Лазаревский [и др.]. — 1946.
  - [Т.] 2. — 1953. — 404 с.
  - [Т.] 3. — 1954. — 396 с.
  - [Т.] 4. — 1954. — 420 с.
  - [Т.] 5. — 1955. — 440 с.
  - [Т.] 6. — 1956. — 432 с.
- Фролов-Багреев А. М. Руководство к химическому анализу сусла и вина для практиков и энохимиков / Сост. по К. Виндишу[нем.] А. Фролов-Багреев. — Ялта : тип. Н. Р. Лупандиной, 1910. — 203+4+2 с., 1 л. табл.
- Фролов-Багреев А. М. Технический контроль в производстве столовых вин. — Ростов-н/Д : Сев.-Кав. вин.-трест, 1926. — 66 с.
- Фролов-Багреев А. М. Труды по химии и технологии вина : [В 2 т.]. — М.: Пищепромиздат, 1958—1959.
  - Т. 1 : Советское шампанское : Технический контроль в виноделии столовых вин. — 1958. — 355 с.
  - Т. 2 : Химия винограда и продуктов его переработки : Избр. статьи. — 1959. — 356 с.
- Фролов-Багреев А. М. Химия вина. — [2-е изд.]. — Ростов-н/Д: Сев.-Кавказ. винтрест, 1927. — 263 с.
- Фролов-Багреев А. М., Рябченко И. М., Клоц Э. Я. Микроорганизмы плодово-виноградных сусел и вин. — М.; Л.: Снабтехиздат, 1933. — 304 с.

учебники
- Фролов-Багреев А. М. Советское шампанское : Технология производства шампанских (игристых) вин : Допущ. ВКВШ при СНК СССР в качестве учеб. пособия для вузов Наркомпищепрома СССР. — М.: Пищепромиздат, 1943. — 272 с.
  -  — [2-е изд.]. — М.: Пищепромиздат, 1948. — 272 с.
- Фролов-Багреев А. М., Агабальянц Г. Г. Химия вина : [Учебник для вузов пищевой пром-сти]. — М.: Пищепромиздат, 1951. — 392 с.
- Фролов-Багреев А. М., Агабальянц Г. Г. Химия и методы исследования продуктов переработки винограда : Допущ. Наркомснабом СССР как учеб. пособие для вузов. — М.; Л.: Снабтехиздат, 1933. — 368 с.

переводы
- Лаборд Ж. Б. Курс виноделия / Пер. с фр. с примеч. А. Фролов-Багреев и Г. Барберон. — СПб.: А. Ф. Девриен, 1911. — Т. 1: Созревание винограда ; Алкогольное брожение ; Приготовление белых, красных и десертных вин. — 16+296 с.

## Награды и звания
- орден Святого Станислава III степени (1910);
- орден Святой Анны III степени (1912);
- орден Святой Анны II степени (1916);
- три ордена Трудового Красного Знамени (1936, 1948, 1950);
- орден Ленина (1942);
- Сталинская премия третьей степени (1942) — за изобретение новой аппаратуры и метода изготовления шампанских вин;
- Заслуженный деятель науки и техники РСФСР (1.2.1943).